# Paul Carey
Paul Charles Carey (* 24. September 1988 in Weymouth, Massachusetts) ist ein ehemaliger US-amerikanischer Eishockeyspieler, der im Verlauf seiner aktiven Karriere zwischen 2000 und 2022 unter anderem 124 Spiele für die Colorado Avalanche, Washington Capitals, New York Rangers, Ottawa Senators und Boston Bruins in der National Hockey League (NHL) auf der Position des Centers bestritten hat. Darüber hinaus absolvierte Carey weitere 440 Partien in der American Hockey League (AHL).

## Karriere

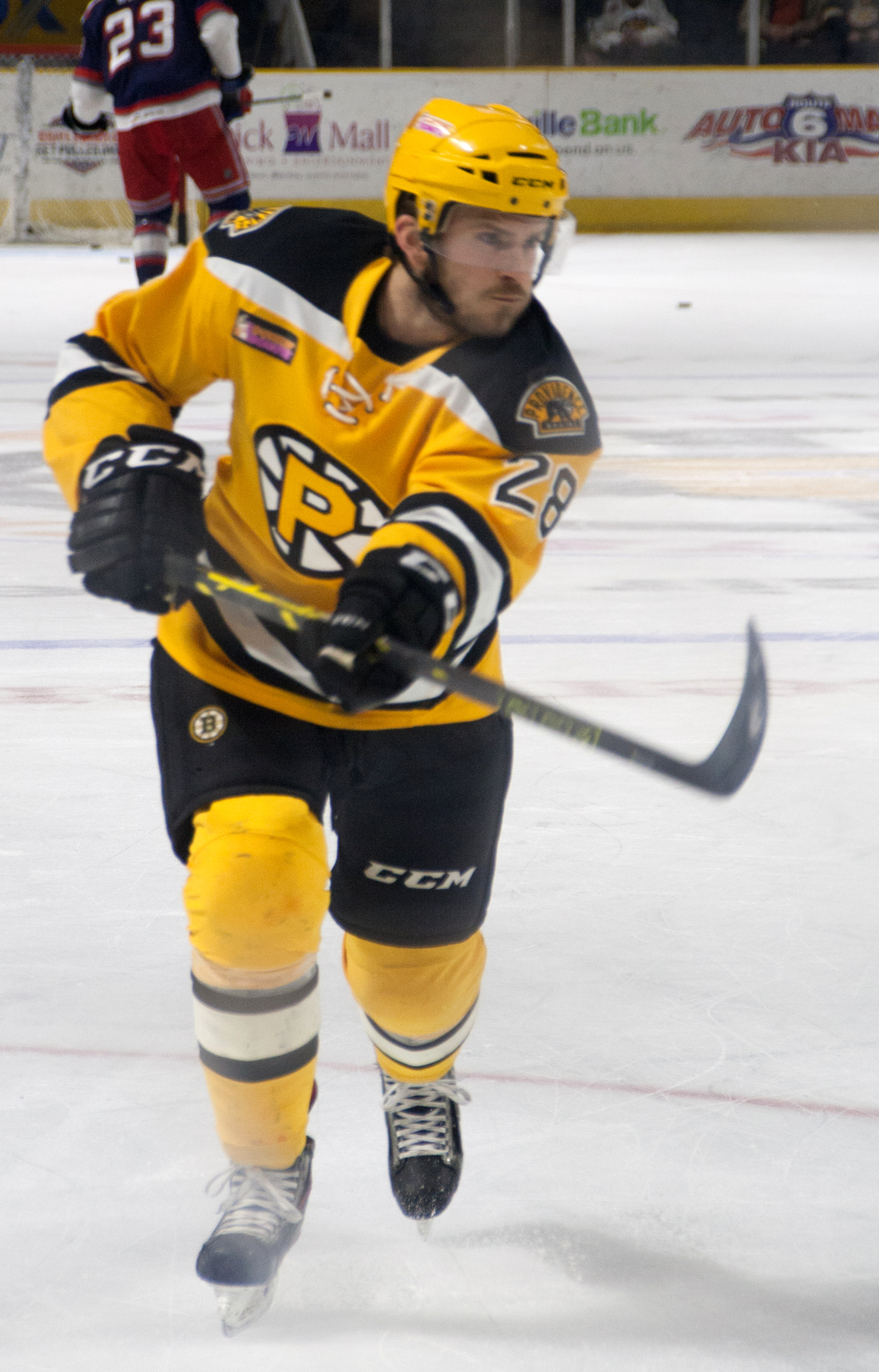
Carey im Trikot der Providence Bruins (2015)

Carey wurde direkt nach seiner Zeit an der High School, die er an der Salisbury School verbracht hatte, im NHL Entry Draft 2007 in der fünften Runde an 135. Stelle von der Colorado Avalanche aus der National Hockey League (NHL) ausgewählt. Zunächst verbrachte der Mittelstürmer aber eine Spielzeit in der United States Hockey League (USHL) bei den Indiana Ice und schrieb sich anschließend am Boston College ein. Dort verbrachte er vier Jahre mit seinem Studium und spielte parallel für das Eishockeyteam des Colleges in der Hockey East, einer Division im Spielbetrieb der National Collegiate Athletic Association (NCAA). Während dieser vier Jahre gewann er mit dem Team drei Divisionstitel der Hockey East und zweimal die nationale Collegemeisterschaft der NCAA.
Nach Beendigung seines Studiums wurde Carey im April 2012 von Colorado verpflichtet und wurde dort bis in die Saison 2013/14 hinein ausschließlich im Farmteam, den Lake Erie Monsters, in der American Hockey League (AHL) eingesetzt. Im Verlauf der Spielzeit debütierte er aber für die Avalanche in der NHL. Nachdem er dort in der Saison 2014/15 sporadisch weitere Einsätze absolviert hatte, wurde er Anfang März 2015 kurz vor der Trade Deadline gemeinsam mit Maxime Talbot zu den Boston Bruins transferiert. Diese gaben im Gegenzug Jordan Caron und ein Sechstrunden-Wahlrecht im NHL Entry Draft 2016 nach Colorado ab. Im restlichen Verlauf des Spieljahres fand sich der US-Amerikaner aber lediglich im AHL-Farmteam Providence Bruins wieder.
Da die Bruins seinen auslaufenden Vertrag bis Juli 2015 nicht verlängerten, wechselte der Angreifer als Free Agent für zunächst ein Jahr zu den Washington Capitals. Dort kam er in der Folge aber auch nicht über Teilzeiteinsätze in der NHL hinaus und stand größtenteils im Kader der Hershey Bears in der AHL. Im Sommer 2016 verlängerten die Capitals seinen Vertrag um eine weitere Saison. Im Juli 2017 schloss er sich dann jedoch – abermals als Free Agent – den New York Rangers an, ebenso wie im Juli 2018 den Ottawa Senators. Die Senators transferierten den US-Amerikaner im Januar 2019 zu den Boston Bruins, sodass er zu seinem alten Arbeitgeber zurückkehrte, während Cody Goloubef nach Ottawa wechselte.
Nach über zwei Jahren in der Organisation der Bruins wechselte Carey im Juni 2021 erstmals nach Europa, indem er sich für eine Spielzeit dem Hauptstadtklub Djurgårdens IF aus der Svenska Hockeyligan (SHL) anschloss. Nachdem er mit dem Team in der Relegation gegen den Timrå IK aus der höchsten schwedischen Spielklasse abgestiegen war, beendete der 33-Jährige im Sommer 2022 seine aktive Karriere.

## Erfolge und Auszeichnungen
| - 2008 USHL All-Rookie Team - 2008 USHL Second All-Star Team - 2010 Lamoriello-Trophy-Gewinn mit dem Boston College - 2011 Lamoriello-Trophy-Gewinn mit dem Boston College - 2010 NCAA-Division-I-Championship mit dem Boston College | - 2012 Lamoriello-Trophy-Gewinn mit dem Boston College - 2012 NCAA-Division-I-Championship mit dem Boston College - 2012 NCAA-Championship All-Tournament Team - 2020 Teilnahme am AHL All-Star Classic |

## Karrierestatistik
(Legende zur Spielerstatistik: Sp oder GP = absolvierte Spiele; T oder G = erzielte Tore; V oder A = erzielte Assists; Pkt oder Pts = erzielte Scorerpunkte; SM oder PIM = erhaltene Strafminuten; +/− = Plus/Minus-Bilanz; PP = erzielte Überzahltore; SH = erzielte Unterzahltore; GW = erzielte Siegtore; 1 Play-downs/Relegation; Kursiv: Statistik nicht vollständig)